# Kisielów (województwo podkarpackie)
Kisielów – wieś w Polsce położona w województwie podkarpackim, w powiecie przeworskim, w gminie Zarzecze.
W latach 1975–1998 miejscowość administracyjnie należała do województwa przemyskiego.

## Części wsi
| SIMC    | Nazwa | Rodzaj    |
| ------- | ----- | --------- |
| 0613323 | Rutka | część wsi |

## Historia
Początkowo na terenie Cieszacina Małego przy licznych stawach osiedlili się mieszkańcy. Nowy przysiółek od „kisnących stawów” ok. 1950 roku został nazwany Kisielów.
W 1954 roku przysiółek wszedł w skład gromady Zarzecze w powiecie jarosławskim. 1 stycznia 1955 roku gromadę Zarzecze włączono w skład powiatu przeworskiego. 1 stycznia 1957 roku z terenu Cieszacina Wielkiego wyłączono przysiółek Kisielów i włączono do gromady Zarzecze. 1 stycznia 1973 roku Kisielów wszedł w skład gminy Zarzecze.

## Sport
W Kisielowie działa klub sportowy piłki nożnej KS Kisielów. Wcześniej istniał w latach 1979–1995, a w 2001 roku ponownie reaktywowany. W sezonie 2022/23 gra w „B” Klasie grupy przeworskiej.